# إيما جونسون
إيما جونسون (بالإنجليزية: Emma Johnson)‏ هي عازفة كلارينيت بريطانية، ولدت في 20 مايو 1966 في Chipping Barnet ‏ في المملكة المتحدة.

## وصلات خارجية
- الموقع الرسمي
- إيما جونسون على موقع ميوزك برينز (الإنجليزية)
- إيما جونسون على موقع أول ميوزيك (الإنجليزية)
- إيما جونسون على موقع ديسكوغز (الإنجليزية)